# 老河土镇
老河土乡，是中华人民共和国辽宁省阜新市阜新蒙古族自治县下辖的一个乡镇级行政单位。

## 行政区划
老河土乡下辖以下地区：
西老河土村、东老河土村、敖龙胡同村、梅力板村、漂花营子村、阿拉乌束村、驿马池村、德大营子村、衣家洼子村、好不代村、桃还泊力格村和桃花营子村。